# Беткайнар
Беткайна́р (каз. Бетқайнар) — село у складі Кордайського району Жамбильської області Казахстану. Адміністративний центр Беткайнарського сільського округу.
У радянські часи село називалось Успеновка.
Населення — 5587 осіб (2021; 4174 у 2009, 4359 у 1999, 4286 у 1989).